# أنغوايكس
بلدية أنغوايكس (بالإسبانية: Anguix)‏، هي إحدى بلديات مقاطعة برغش، التي تقع في منطقة قشتالة وليون، والتي تقع في شمال غرب إسبانيا.
يبلغ عدد سكانها 153 نسمة وفقاً لإحصائية سنة (2002).